# 8204 Takabatake
8204 Takabatake este un asteroid din centura principală de asteroizi.

## Descriere
8204 Takabatake este un asteroid din centura principală de asteroizi. A fost descoperit pe 8 aprilie 1994 la Kitami de Kin Endate și Kazuro Watanabe. Asteroidul prezintă o orbită caracterizată de o semiaxă mare de 3,10 ua, o excentricitate de 0,11 și o înclinație de 2,4° în raport cu ecliptica.